# Missions de Ryūkyū dans la Corée des Joseon
Les missions de Ryūkyū dans la Corée des Joseon sont des entreprises diplomatiques et commerciales du royaume de Ryūkyū, envoyées de façon intermittentes de 1392 à 1879. Ces contacts diplomatiques se déroulent dans le cadre du système sinocentrique des relations bilatérales et multinationales en Asie de l'Est. Le roi ryūkyūien Satto établit des relations formelles avec la cour des Joseon.
Ces contacts diplomatiques représentent un aspect important des relations internationales de contacts et de communication Ryūkyū-Joseon. Les missions de Ryūkyū sont mentionnées dans l'histoire diplomatique de la fin des Goryeo, et ces relations diplomatiques et commerciales se poursuivent sans interruption jusqu'aux années de guerre 1592-1598.

## Réaction au changement dynastique
Yi Seong-gye déclare une nouvelle dynastie en 1392-1393 sous le nom de « dynastie Joseon » (avec l'intention de faire revivre une ancienne dynastie également connue sous le nom Joseon, fondée près de quatre mille ans auparavant). Le pays doit s'appeler le « Royaume de grand Joseon ». Peu de temps après son accession au trône, le nouveau monarque envoie des émissaires pour informer la cour des Ming à Nankin qu'un changement de dynastie a eu lieu.
En 1392, l'émissaire du royaume de Ryūkyū à la cour du monarque Goryeo est un des premiers représentants étrangers à paraître devant la cour du nouveau roi de ce qui s'appellera dynastie Joseon. Durant cette période, le matériau historique, politique et diplomatique pour la recherche associée aux îles Ryūkyū se trouve dans les Annales de la dynastie Joseon (Joseon Wangjo Sillok).

## Missions dans la Corée des Joseon
Des émissaires du royaume de Ryūkyū sont reçus en 1392. Ryūkyū envoie également des missions en 1394 et 1397. Entre 1409 et 1477, la cour des Joseon reçoit 13 missions diplomatiques et commerciales en provenance des îles Ryūkyū.
- 1392 – Un émissaire et sa suite du royaume de Ryūkyū sont reçus par la cour des Joseon[4]. Le Joseon Wangjo Sillok indique que les émissaires de Ryūkyū se voient accorder le « 5e rang inférieur de l'est »[7]. À leurs obligés il est accordé le « 6e rang inférieur ». La délégation Ryūkyū offre ce qui est identifié comme des pangmul, terme qui désigne les cadeaux offerts par les États subordonnés[8].
- 1394 – Un émissaire et son cortège du royaume de Ryūkyū sont reçus[4].
- 1397 – Un émissaire et son cortège du royaume de Ryūkyū sont reçus[4].